# Аддитивный белый гауссовский шум
Аддитивный белый гауссовский шум (АБГШ, англ. AWGN) — вид мешающего воздействия в канале передачи информации. Характеризуется равномерной, то есть одинаковой на всех частотах, спектральной плотностью мощности, нормально распределёнными временными значениями и аддитивным способом воздействия на сигнал. Наиболее распространённый вид шума, используемый для расчёта и моделирования систем радиосвязи.
Термин «аддитивный» означает, что данный вид шума суммируется с полезным сигналом и статистически не зависим от сигнала. В противоположность аддитивному, можно указать мультипликативный шум — шум, перемножающийся с сигналом.